# Bloody Roar 2
Bloody Roar 2 é um jogo eletrônico de luta desenvolvido pela Eighting/Raizing em 1999. Ele também é conhecido por Bloody Roar 2: Bringer of the New Age no Japão/Europa e por Bloody Roar 2: The New Breed nos Estados Unidos. Nesta versão, seis personagens foram adicionados, além de um novo modo "custom", onde permite ao jogador criar seus próprios combos.
A série Bloody Roar difere de outros jogos de luta já que todo personagem possui uma personalidade "fera" que pode ser usada para ser executar novos ataques, readquirir um pouco da vida perdida e, geralmente, aumentar a agilidade, velocidade e/ou força de ataque.